# Airbus A320

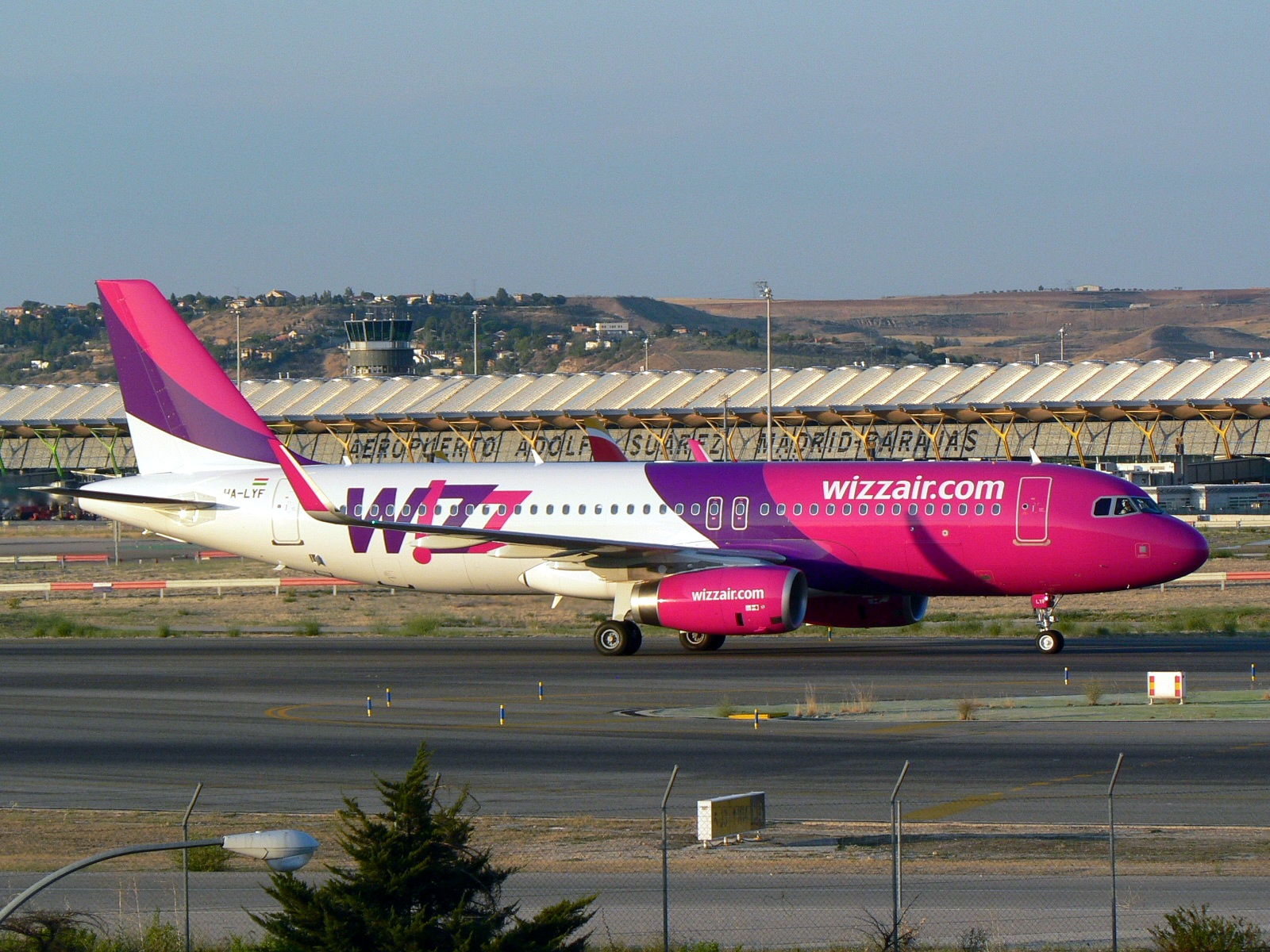
Airbus A320 linii Wizz Air

Airbus A320 – pasażerski samolot średniego zasięgu produkowany przez przedsiębiorstwo Airbus. Jest pierwszym samolotem pasażerskim wyposażonym w cyfrowy układ sterowania lotem fly-by-wire. Samolot ten został oblatany 22 lutego 1987, a rok później 28 marca 1988 odbył swój pierwszy lot komercyjny w barwach Air France. Airbus A320 jest bazowym modelem samolotów A318, A319 i A321. Samolot ten jest bezpośrednią odpowiedzią europejskiego producenta na amerykańskiego Boeinga 737.
W 2010 roku rozpoczęto prace nad następcą rodziny A320 – Airbus A320neo, którego dostawy rozpoczęto w 2016 roku. Samoloty pierwszej generacji były w tym czasie sprzedawane pod nazwą A320ceo.

## Historia
Airbus po odniesieniu sukcesu pierwszej jego konstrukcji Airbus A300, podjął decyzję o budowie nowego samolotu pasażerskiego, który miał być następcą popularnego Boeinga 727. Nowy samolot miał charakteryzować się podobną konfiguracją kabiny i niskimi kosztami eksploatacyjnymi. Airbus A320 miał za zadanie zaprezentować najnowocześniejszą technologię, wyprzedzającą takie samoloty jak 727 czy 737-300/400/500.
W lutym 1981 r. przedstawiciele Airbusa zaprezentowali po raz pierwszy model A320.
Określając parametry tego samolotu konstruktorzy postawili sobie za zadanie zastosowania najnowocześniejszych technologii, takich jak:
- cyfrowy układ lotu fly-by-wire
- nowoczesną awionikę typu glass cockpit (EFIS)
- centralny układ zarządzania lotem

a także o 50% większym zasięgiem niż Boeing 727 i zastosowaniu nowoczesnych materiałów kompozytowych.
Nowością była dwuosobowa załoga oraz system sterowania cyfrowego fly-by-wire.
Pierwszym klientem Airbusa A320 stał się narodowy przewoźnik Francji – Air France. W roku 1983 Airbus zebrał zamówienia na 80 maszyn, a w 1984 rozpoczął oficjalne prace nad tą konstrukcją. W lutym 1987 nastąpił pierwszy oblot tego samolotu, a rok później, w 1988 otrzymał certyfikat. Europejski producent tegoż samolotu w listopadzie 1989 r. oficjalnie podjął prace nad powiększonym modelem A320, który został nazwany A321. Nowy model różnił się od swojego pierwowzoru większą pojemnością i zasięgiem. Oblot A321 nastąpił w marcu 1993 r., a certyfikat uzyskał w grudniu tego samego roku. Airbus dostrzegł też potrzebę na rynku samolotu o mniejszej pojemności, dlatego wprowadził na rynek kolejny samolot z rodziny A320; był nim A319. Model ten charakteryzował się największym zasięgiem z całej rodziny A320 i niższymi kosztami eksploatacyjnymi niż Boeing 737. W sierpniu 1995 r. nastąpił oblot nowego Airbusa A319, a certyfikat i pierwsza dostawa odbyła się w kwietniu 1996 r. Rok później, w czerwcu 1997 r. zaprezentowano kolejną modyfikację konstrukcji A319 wprowadzając model A319 Corporate Jet. Wersja ta jest przystosowana do prywatnych lotów kontynentalnych. Oblot A319CJ nastąpił w październiku 1998, a pierwsza dostawa nastąpiła w grudniu. W 1999 r. podjęto decyzję o budowie najmniejszego z całej rodziny samolotów przedsiębiorstwa Airbus, model A318. Tego samego roku nastąpiła też dostawa 1000. samolotu Airbusa z rodziny A320. Odbiorcą był pierwszy użytkownik A320 – Air France. Przekazany model to Airbus A319, który stał się 87. samolotem Airbusa użytkowanym przez narodowego przewoźnika Francji. W grudniu 2001 r. został oblatany A318, a certyfikaty odebrał w maju 2003 r. W listopadzie 2005 roku nastąpiła prezentacja Airbusa A318 Elite, będącego kolejną odmianą samolotu, przeznaczoną do lotów prywatnych.
9 czerwca 2012 roku Airbus poinformował, że od 1988 rodzina A320 wylatała 120 milionów godzin i przewiozła siedem miliardów ludzi.

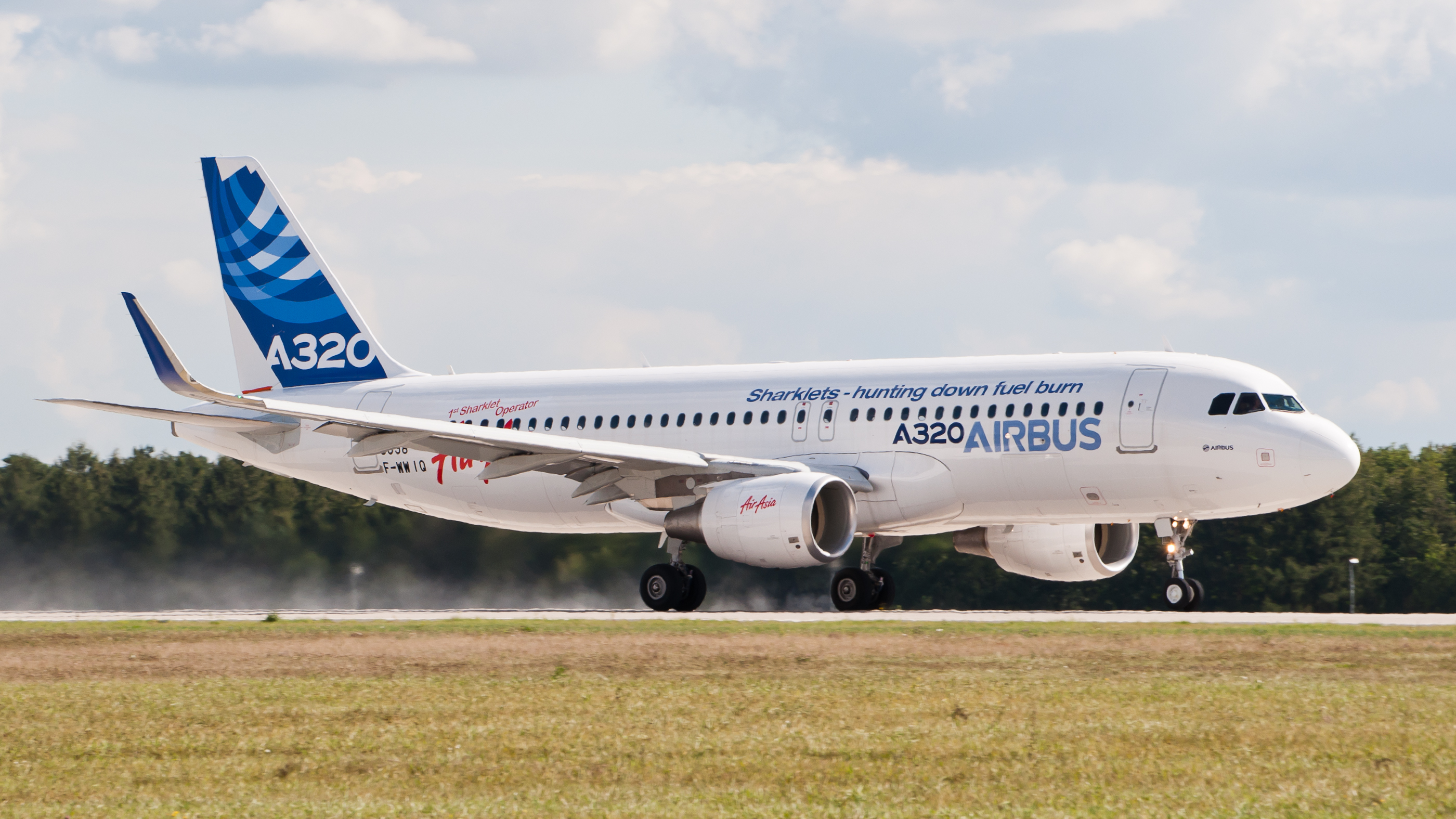
A320 z Sharkletami

## Produkcja
Airbusy A318/A319/A321 są wytwarzane w niemieckiej fabryce mieszczącej się w Hamburgu, natomiast w zakładach we francuskiej Tuluzie powstaje pierwowzór całej rodziny Airbus A320. Elementy kadłuba do zakładów są transportowane przy pomocy specjalnej wersji Airbusa A300 – modelu A300-600ST 'Beluga'.
Airbus A320s będzie również produkowany na potrzeby rynku azjatyckiego w Chinach w mieście Tiencin w latach 2009–2012. Europejski producent oficjalnie zapowiedział, na konferencji prasowej w dniu 26 października 2006,  przeniesienie produkcji A320 z Tuluzy do Hamburga celem obniżenia kosztów produkcji i tym samym przystosowania mocy produkcyjnych w Tuluzie do budowy największego samolotu pasażerskiego świata; Airbusa A380.
25 września 2012 do Air China dostarczono setnego A320 zmontowanego w Chinach. 3 grudnia 2012 rodzina A320 otrzymała certyfikat EASA nowych wingletów, reklamowanych przez producenta jako Sharklet. 21 grudnia 2012 AirAsia odebrała pierwszy A320 z Sharkletami.
Od końca 2012 roku tempo produkcji rodziny A320 wynosi 42 samoloty miesięcznie, aktualnie jest to najliczniej produkowany odrzutowiec pasażerski. 12 października 2020 roku linie lotnicze Middle East Airways odebrały w Tuluzie w obecności prezesa linii dziesięciotysięczny egzemplarz samolotu z rodziny A320 - była to maszyna o numerze seryjnym MSN10000 typu A321neo.

## Wersje

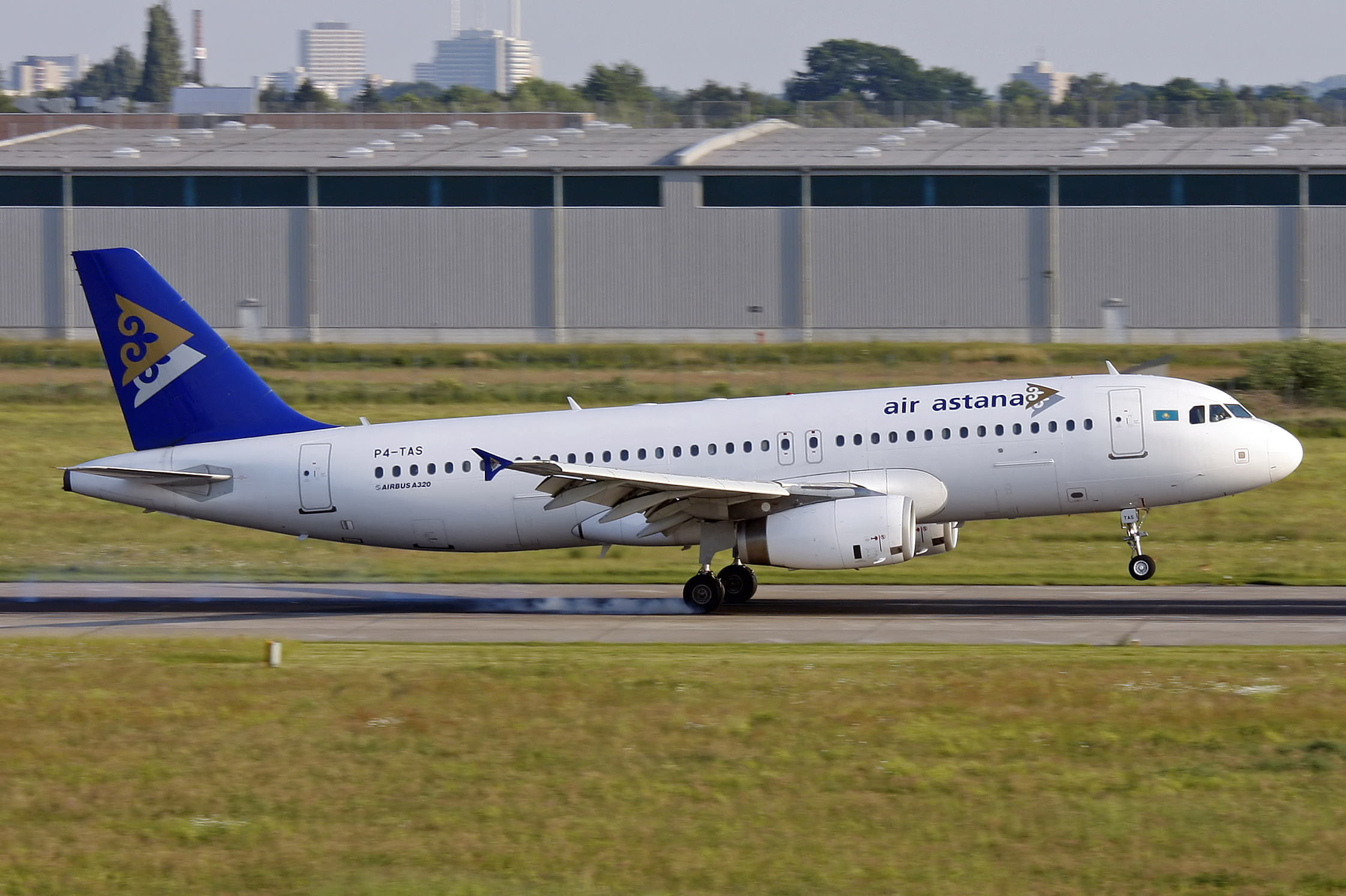
Airbus A320 linii Air Astana

Rodzina A320 zabiera od 100 do 200 pasażerów w zależności od modelu i jest skierowana na rynek samolotów o krótkim i średnim zasięgu, a także jest konkurentem takich maszyn jak Boeing 717, Boeing 737, Boeing 757 czy McDonell Douglas MD-80/90.

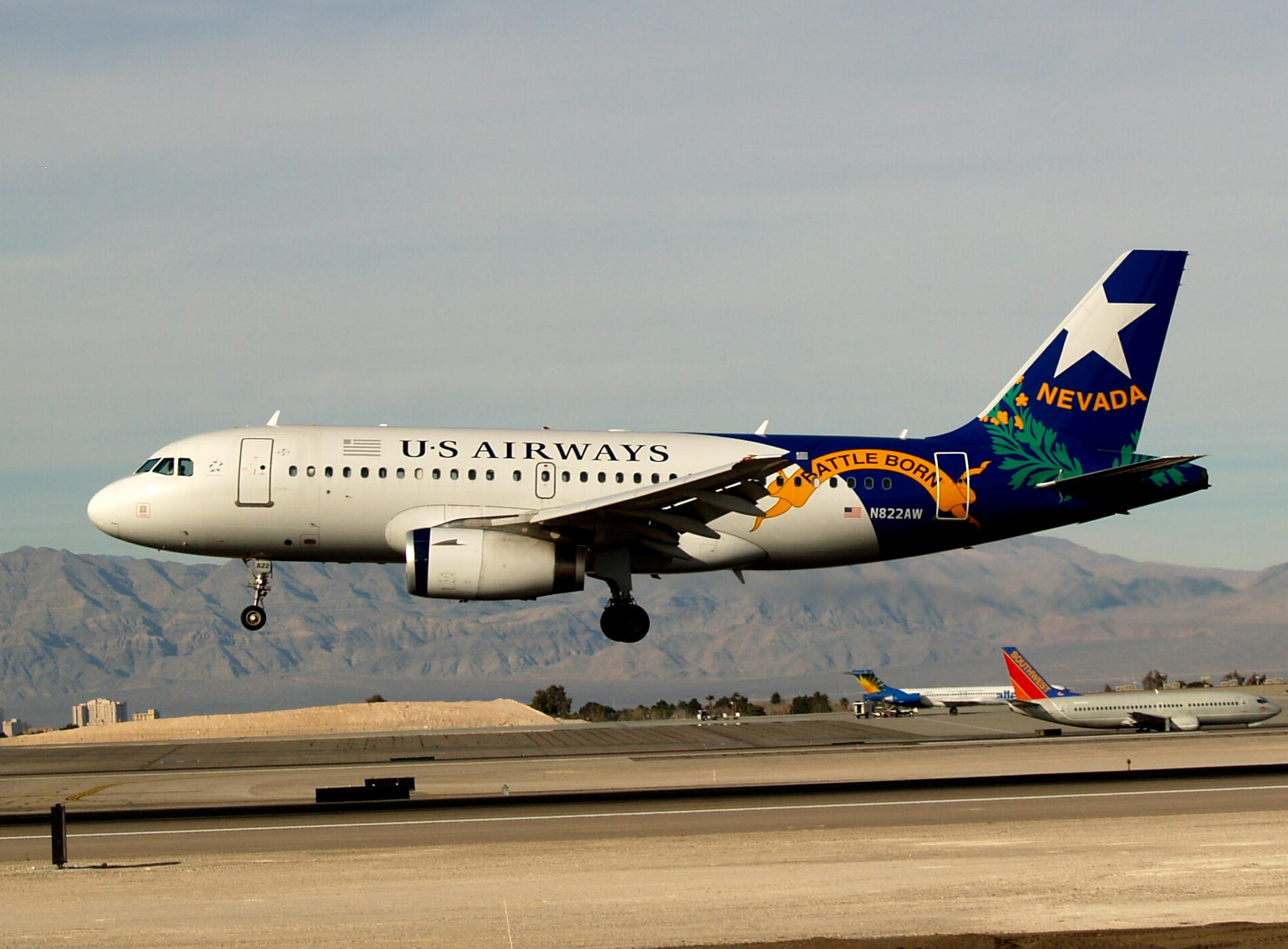
Airbus A319 linii US Airways

### A319
Airbus A319 jest samolotem zabierającym 124 w 2-klasowej konfiguracji kabiny, dysponuje zasięgiem 6800 km. Jest drugim modelem najchętniej kupowanym przez przewoźników. Największym jego użytkownikiem jest EasyJet, będący konkurentem Ryanair, który używa Boeingów 737.
Model A319 konkuruje z Boeingiem 737-700.

#### A319CJ
Airbus A319CJ (Corporate Jet) jest wersją o wydłużonym zasięgu – do 12 000 km, posiadającą luksusowe wnętrze przystosowane do przewozu 39 osób. Samolot został zaprojektowany z myślą o klientach korporacyjnych i przedsiębiorstwach świadczących usługi biznesowych lotów. A319CJ jest odpowiednikiem Boeing Business Jet (modyfikacja Boeinga Boeing 737-700). Użytkują go również odbiorcy wojskowi, u których A319CJ służą m.in. do transportu osobistości, a dzięki modyfikacji kabiny, także do transportu pomocy ofiarom trzęsień ziemi czy huraganów.

#### A319LR
Airbus A319LR jest wersją posiadającą 48 foteli wyłącznie w klasie biznes. Dysponuje zasięgiem 8300 km i jest wykorzystywana np. przez Lufthansę do lotów między Niemcami a USA.
Qatar Airways zażyczyła sobie wersję z 110 miejscami.
Odwieczny konkurent Airbusa, amerykański Boeing, zaoferował swoim klientom podobną do A319LR, wersję samolotu 737-700ER.

### A320
Airbus A320 to najpopularniejszy model z całej rodziny A320. Jest najczęściej wybieranym samolotem przez tanie linie lotnicze, jednak największymi jego operatorami są tradycyjni, duzi i średni przewoźnicy. Samolot ten był produkowany zarówno w wersji 100 jak i 200, a różnice polegały głównie na długości zasięgu. A320 jest odpowiednikiem Boeinga 737-800 czy McDonnell Douglasa MD-90. Pierwszymi użytkownikami byli Air France i British Airways. A320 jest pierwszym zaprojektowanym samolotem z całej rodziny A320 Family.

### A321

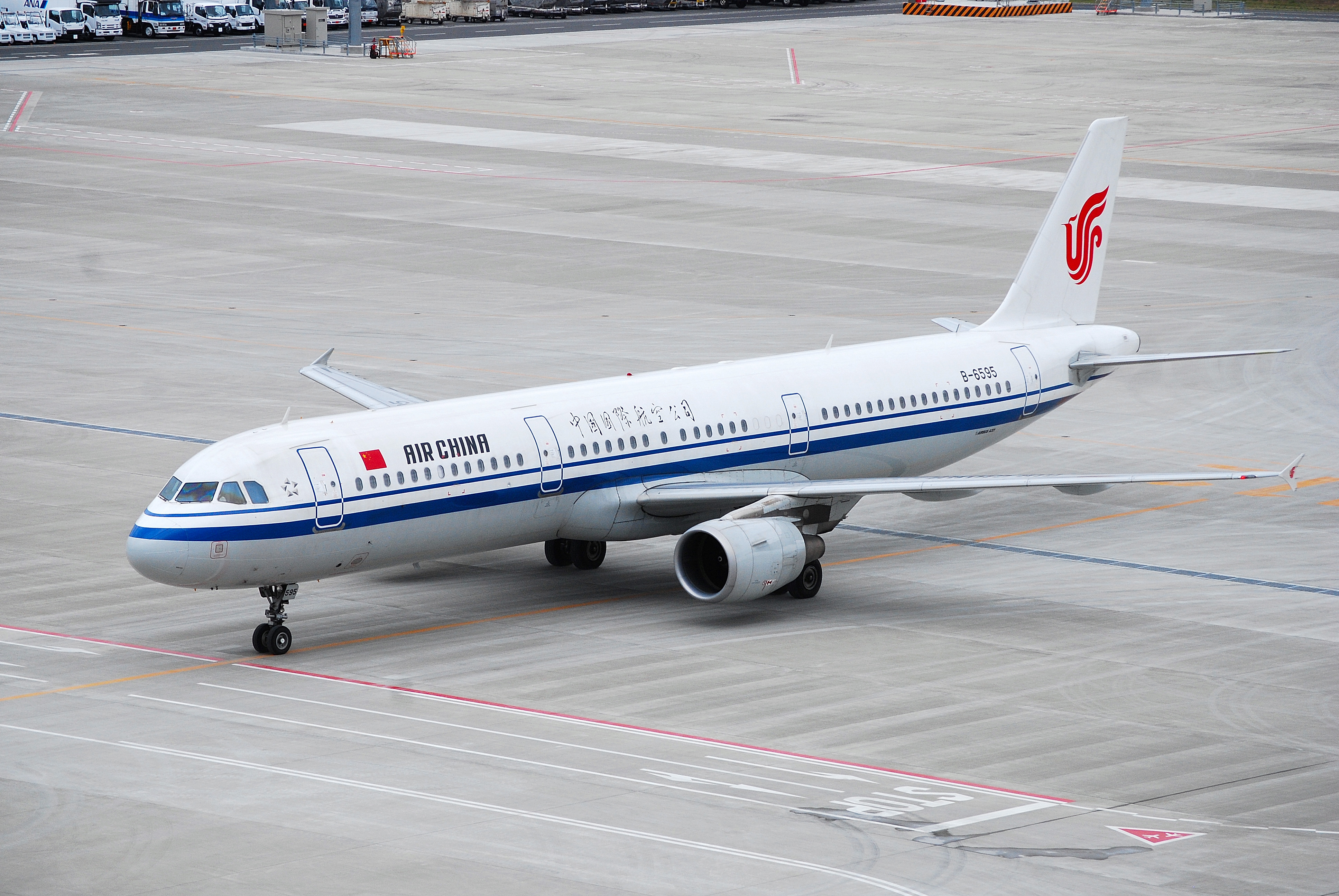
Airbus A321 należący do chińskich linii lotniczych Air China

Airbus A321 to najdłuższy z całej rodziny A320 samolot. Posiadający miejsce dla 200 pasażerów w jednoklasowej konfiguracji kabiny, podobnie jak A320 posiada dwie wersje 100 i 200. Wersja 100 posiada zasięg 4300 km i silniki o ciągu 138kN, natomiast wersja 200 posiada zasięg 5500 km i silniki o ciągu 147 kN.
Jego amerykańskimi odpowiednikami są Boeing 737-900/-900ER i Boeing 757-200.

### A318

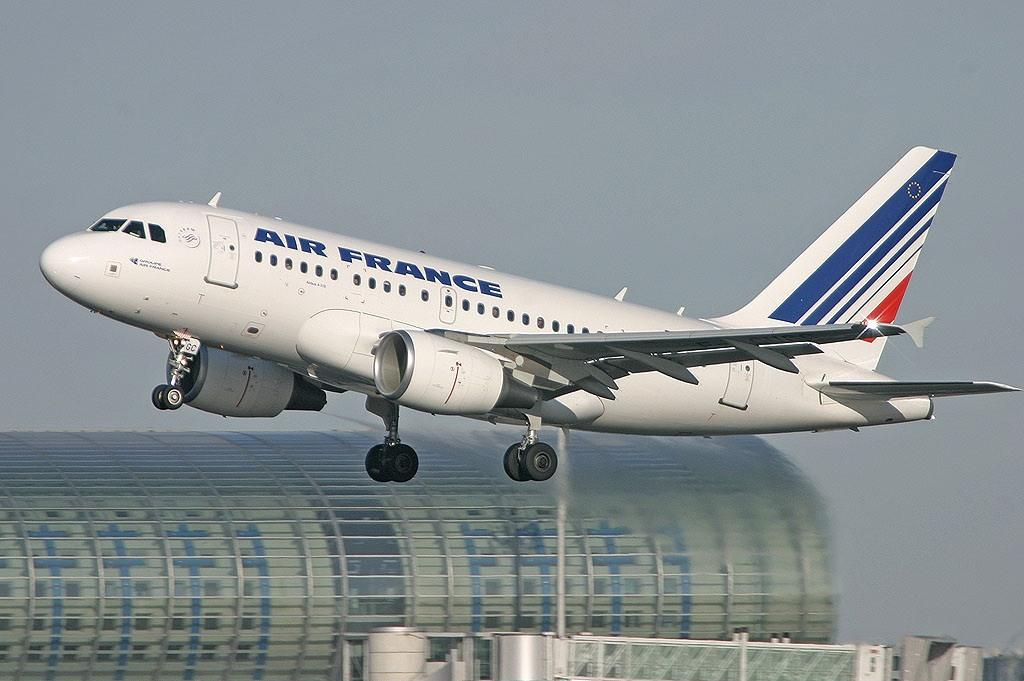
Airbus A318 w barwach Air France

Airbus A318 będący najmniejszym samolotem europejskiego producenta, jest konkurentem dla amerykańskiego Boeinga 737-600. Zabiera na pokład 107 pasażerów w 2 – klasowej konfiguracji kabiny i dysponuje zasięgiem 6000 km. Do tej pory został zamówiony w 90 sztukach.

### A318 Elite
Airbus A318 Elite jest to odmiana najmniejszego samolotu Airbusa (A318), przystosowana do lotów kontynentalnych, będąca konkurentem dla takich samolotów jak Gulfstream 550 czy Bombardier Global Express. A318 Elite zabiera na pokład 14-18 osób. Od 2009 roku A318 obsługuje regularne połączenie British Airways z Londyn-City do Nowego Jorku w konfiguracji 32 foteli klasy biznes.

### Dane techniczne wybranych wersji
| model                       | A318                    | A319                      | A320                      | A321                      |
| --------------------------- | ----------------------- | ------------------------- | ------------------------- | ------------------------- |
| Kabina pilota               | dwie os.                | dwie os.                  | dwie os.                  | dwie os.                  |
| Kabina pasażerska           | 117 (1-klasa)           | 156 (1-klasa)             | 180 (1-klasa)             | 220 (1-klasa)             |
| Długość                     | 31,45 m                 | 33,84 m                   | 37,57 m                   | 44,51 m                   |
| Rozpiętość                  | 34,10 m                 | 34,10 m                   | 34,10 m                   | 34,10 m                   |
| Wysokość                    | 12,56 m                 | 11,76 m                   | 11,76 m                   | 11,76 m                   |
| Szerokość kabiny            | 3,70 m                  | 3,70 m                    | 3,70 m                    | 3,70 m                    |
| Szerokość maksymalna kabiny | 3,95 m                  | 3,95 m                    | 3,95 m                    | 3,95 m                    |
| Masa pustego samolotu       | 39 300 kg               | 40 600 kg                 | 42 400 kg                 | 48 200 kg                 |
| Maksymalna masa startowa    | 68 000 kg               | 75 500 kg                 | 77 000 kg                 | 93 500 kg                 |
| Prędkość                    | 0,79 Ma                 | 0,79 Ma                   | 0,79 Ma                   | 0,79 Ma                   |
| Max. prędkość               | 0,82 Ma                 | 0,82 Ma                   | 0,82 Ma                   | 0,82 Ma                   |
| zasięg                      | 5950 km                 | 6800 km                   | 5700 km                   | 5600 km                   |
| Maks. ilość paliwa          | 23 860 litrów           | 29 840 litrów             | 29 680 litrów             | 29 680 litrów             |
| Silniki                     | 2 × PW6022A 2 × CFM56-5 | 2 × IAE V2500 2 × CFM56-5 | 2 × IAE V2500 2 × CFM56-5 | 2 × IAE V2500 2 × CFM56-5 |

## Następca
W 2006 roku Airbus rozpoczął prace nad przyszłym następcą modelu A320, wstępnie nazwanym Airbus NSR lub New Short-Range aircraft. Samolot zastępujący A320 miał nosić oznaczenie A30X. W 2007 roku prezes Airbus North America President Barry Eccleston ogłosił, iż nowy samolot pojawi się najwcześniej w 2017 roku, natomiast w styczniu 2010 roku dyrektor operacyjny Airbus John Leahy przyznał, że w pełni nowy wąskokadłubowy samolot z dużym prawdopodobieństwem nie pojawi się wcześniej niż w 2024 lub 2025 roku.

## Samoloty pełniące podobną rolę
- Boeing 717
- Boeing 737
- Boeing 757-200
- Airbus A220
- Boeing 727
- Embraer E-Jets
- Tu-204